# Звичай

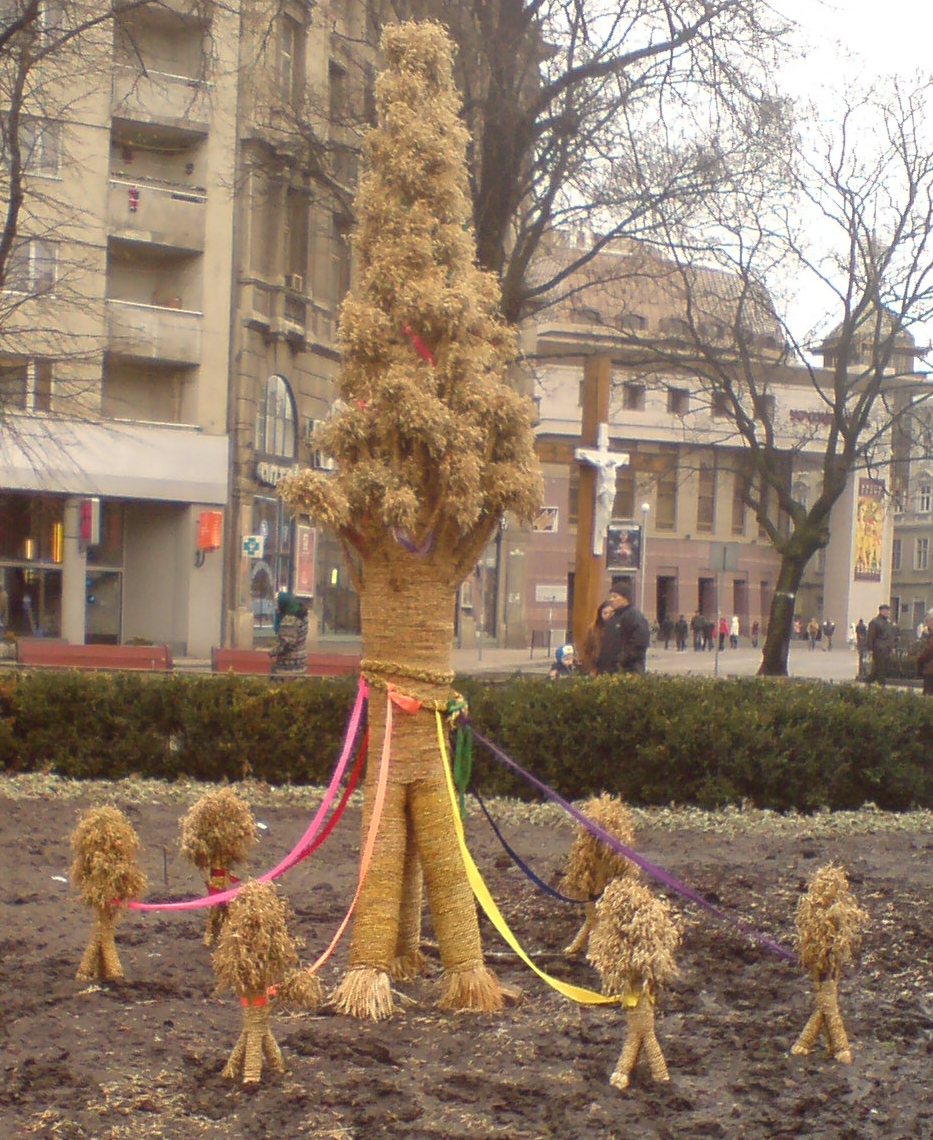
Український звичай напередодні Різдва урочисто заносити до хати (після обходу обійстя) дідуха — необмолочений пшеничний чи житній сніп, що спеціально зберігали від часу обжинків.

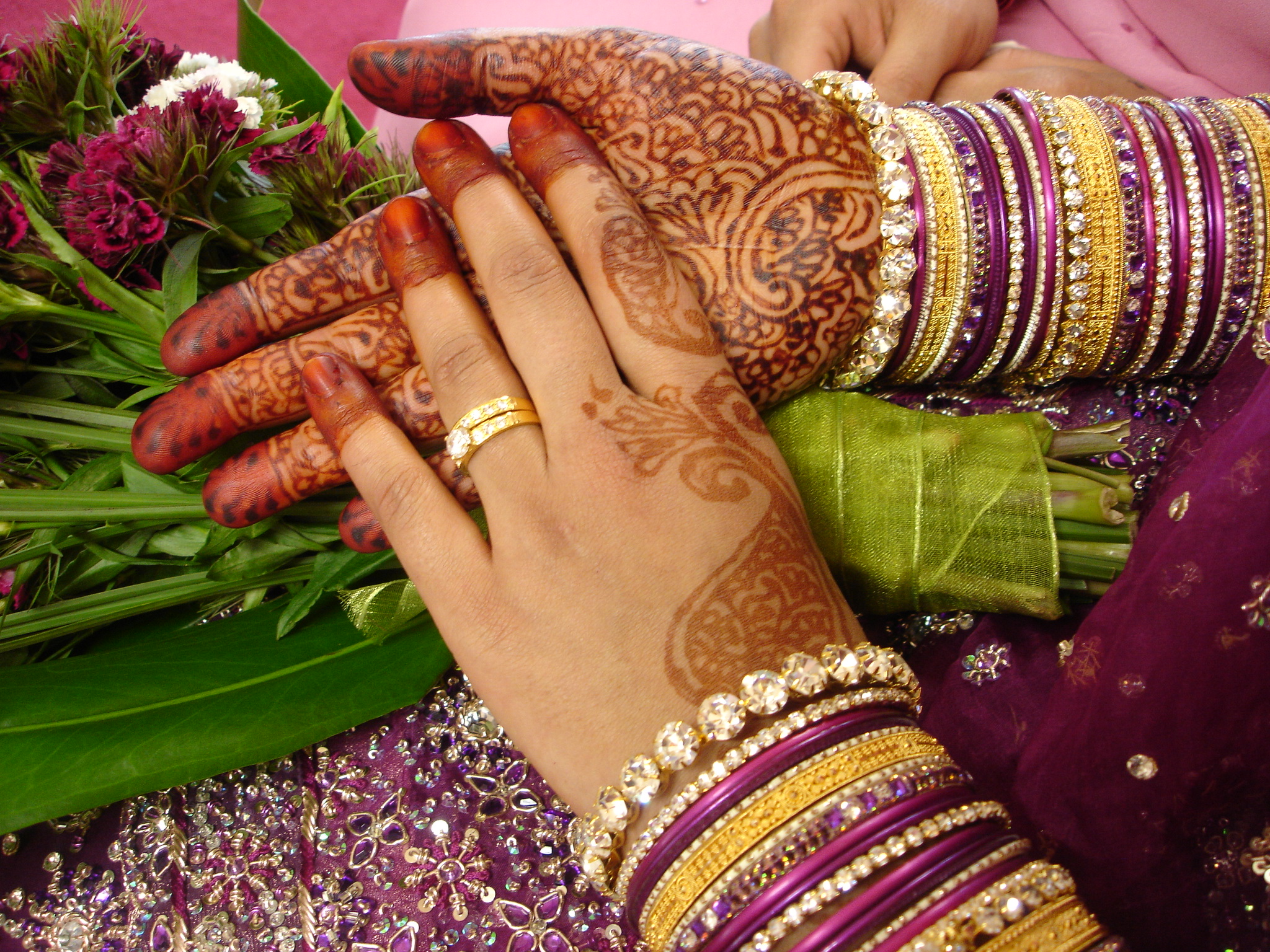
Розмальовування руки нареченої на першу річницю весілля з декоративними візерунками хни є типовим арабським звичаєм.

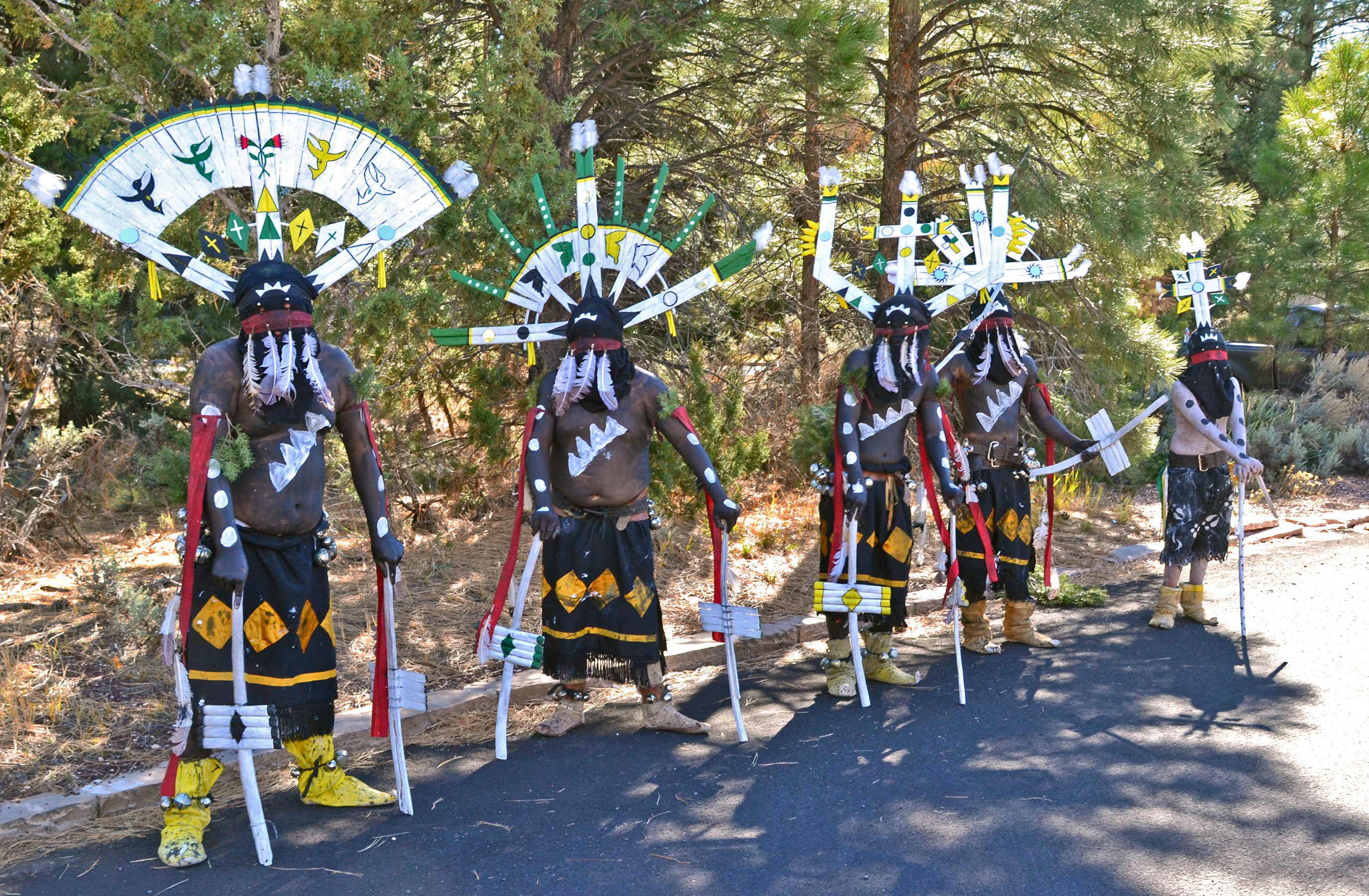
До традицій Апачі входить духовний «Танець гірських духів»

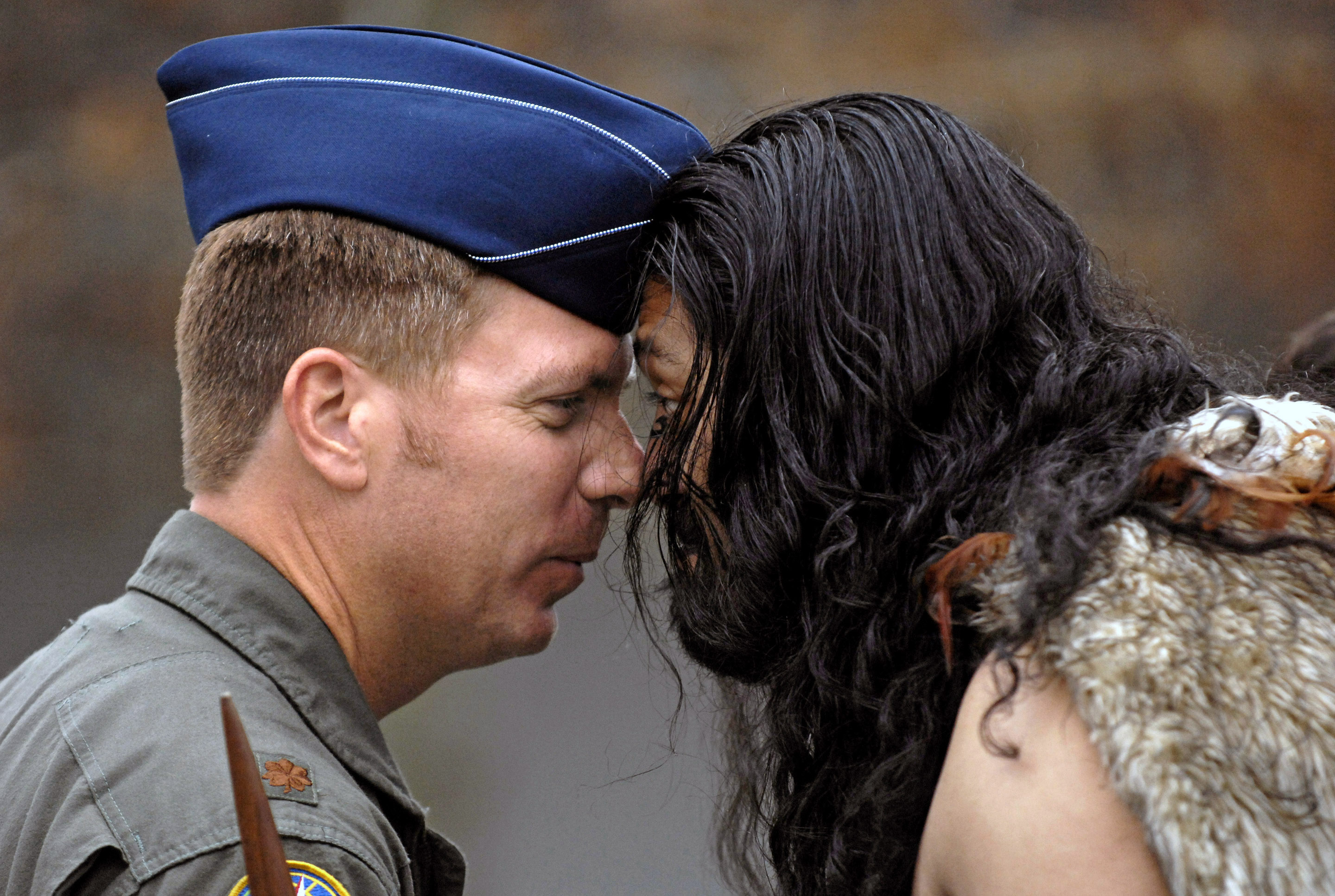
Солдат США і воїн Маорі. Хонгі (Hongi) — традиційний вітальний ритуал з Маорі в Новій Зеландії.

Зви́чай — є вираженням традиції. Це загальноприйнятий порядок, правила, які здавна існують у громадському житті й побуті якого-небудь народу, суспільної групи, колективу і т.ін., традиційний порядок відзначення яких-небудь подій, свят і таке інше, пов'язане з виконанням певних дій і використанням відповідних атрибутів, предметів, і таке інше. Це процес улагодження (урядування, обрятування) громадського життя. Звичаї в межах спільноти людей також є періодичними, соціальними діями людей в формі твердих, високо ритуалізованих виражень. На відміну від ритуалу, обряду та культу, звичаї набагато менш символічні щодо «вищої мети», хоча багато звичаїв розвиваються з культових дій у процесі культурних змін.
- Звичай (тільки в однині) — усталений, звичний спосіб, манера дії, поведінки кого-небудь; звичка[1].
- Звичай (тільки в однині) — ввічливість, пристойність у поведінці, манерах, дії[1].
- Звичаї (переважно множина) — правила достойної поведінки, прийняті в певному середовищі[1].

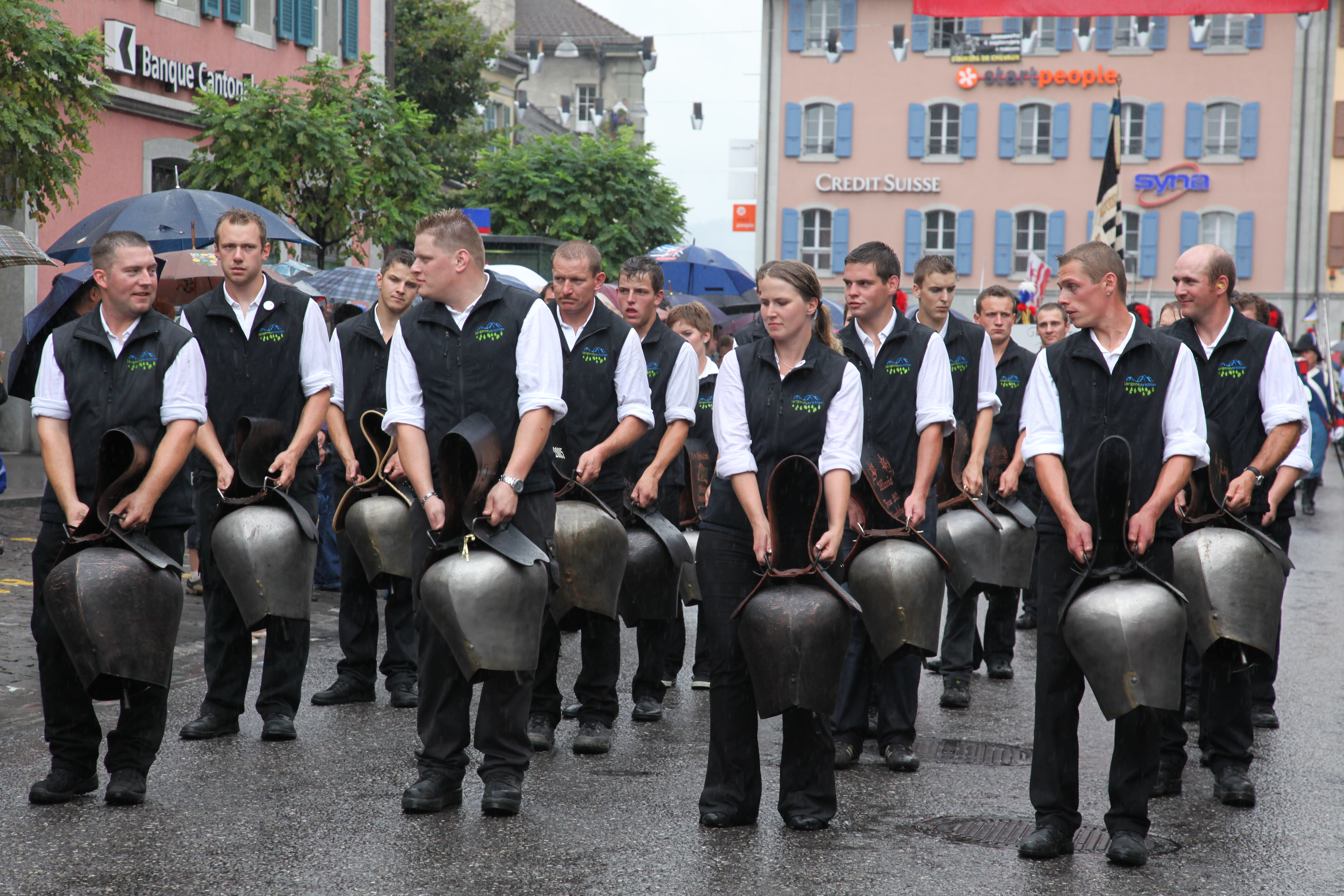
Швейцарський звичай з Trycheln (слово швейцарського діалекту німецької мови, котре означає «стадо дзвіночків сільськогосподарських тварин або великої рогатої худоби, кріплені хомутами»), який знайдений в різних формах в північному альпійському регіоні

Термін «звичай» часто ототожнювали з поняттями «традиція», «обряд». У науковій літературі поняття «традиція», «звичай», «обряд» часто вживаються як синоніми, між ними немає чітких меж, деякі автори протиставляють їх, інші — поєднують звичай, ритуал
та обряд як елементи традиції.

## Опис
Звичай є основною формою регулювання поведінки та діяльності людей, що становить собою історично обумовлений набір неписаних шаблонів, норм, правил поведінки людей, що увійшли у звичку внаслідок багаторазового їх застосування впродовж тривалого життя певної спільноти, служить засобом залучення людей до соціального і культурного досвіду та передачі його від покоління до покоління, регламентує відносини між людьми, підтримує згуртованість у різних спільнотах. Звичаї виражають собою підсумок історичного досвіду та зародки майбутнього; стереотипна форма соціальної регуляції поведінки людей, яка постійно відтворюється за певних обставин — стереотипний спосіб поводження, загальний, звичний стиль дій і поведінки, який відтворюється в певному суспільстві або соціальній групі і є необхідним і звичним для його членів. Звичаї є звично дотримуваною частиною побуту, фрагментами ритуалів і обрядів, котрі втратили своє первинне значення, але з'єднані з повсякденними прийнятими регуляторами поведінки в побуті, які поступово перейшли зі сфери свідомості у звичку поведінки, діяльності. У ролі звичаїв можуть виступати загальноприйнятні трудові навички, форми суспільно-політичної діяльності, сімейних відносин, релігійні обряди, громадські свята тощо. Також, звичаї є нормами, зокрема, моральними, котрі або втратили або й не мали свідомого характеру, але зберегли обов'язкове значення в побуті, трансформувались у соціальну навичку, настільки часто актуалізовану, що вона набула характеру механічної, напівавтоматичної і спільної для всіх дії.
Сила звичаю полягає в його обов'язковості та «надіндивідуальному» (громадському) характері. На ранніх стадіях розвитку суспільства звичай виступає основним регулятором людської взаємодії, основним (а на перших порах — єдиним) видом суспільної дисципліни, яка склалася в роді чи племені. Він продовжує існувати й функціонувати і в розвинених етнічних системах (поряд з правом та іншими нормами), персоніфікуючи більш-менш обов'язковий зразок поведінки в побуті. Людина, яка не дотримується звичаю, зазнає з боку колективу певного тиску, що свідчить про те, що вони (звичаї) визнаються цінністю (часто моральною) і мають примусовий характер.Основна функція звичаю — збереження минулого досвіду. Втрата людиною здатності керуватися у своїй поведінці національними звичаями є втратою істотної складової її національної культури. Тому окупанти свідомо і цілеспрямовано викорінюють звички поневоленого ними народу. Звичаї перебувають у взаємозв'язку з обрядами та ритуалами, проте він набагато більше пов'язаний з практикою, ніж обряд чи ритуал, хоча і є часто наслідком відповідних обрядів та ритуалів. Звичаї, обряди та ритуали як складові входять у традицію як побутові способи передачі культури від покоління до поколінь.
3вичаю властивий консерватизм, що може виявитися перешкодою в людському спілкуванні. Саме мораль, з її вимогами належної поведінки, здатна слугувати критерієм і підставою подолання консерватизму звичаю. У сфері моралі звичай підтримується за допомогою відповідних моральних відносин, хоча зв'язок моралі і звичаю не означає тотожності. Основний принцип звичаю — «роби так, як роблять усі», в той час як мораль вимагає — «роби так, як мусять робити всі». Тобто мораль наголошує на суттєвій відмінності між існуючим (сущим) і належним, між тим, що є, і тим, що має бути.
За вужчого тлумачення, звичай охоплює лише такі дії, які відтворюються людьми стихійно. В цьому розумінні до звичаю не можна віднести розпорядок діяльності, передбачений інструкцією, або такі соціальні навички, які потребують спеціального опанування.
Термін «звичай» часто ототожнюють з поняттями «традиція» і «обряд». На відміну від традиції, звичай діє лише у певних сферах суспільного життя і є виявом неухильного дотримання зразків минулого.
Звичаї — не відокремлене явище, це — втілені в рухи і дію світовідчуття, світосприймання та взаємин між окремими людьми. А ці взаємини і світовідчуття безпосередньо впливають на духовну культуру даного народу, що в свою чергу впливає на процес постання народної творчості. Саме тому народна творчість нерозривно зв'язана зі звичаями народу.
Звичаї народу — ті прикмети, по яких розпізнається народ не тільки в сучасному, а і в його історичному минулому.
Звичка — набір працездатних шаблонів поведінки, що дозволяють істотам найкращим чином взаємодіяти з довкіллям.

## Класифікація
У залежності від обраної основи класифікації звичаї можна поділити на різним чином.
Звичаї можуть бути класифіковані на позитивні і негативні, віджилі види.
Іспанський філософ і культуролог Хосе Ортега-і-Гассет виділяє два типи звичаїв: «слабкі і м'які» та «сильні і тверді». Першими є «звичаї і вдачі», — звичні норми поведінки, взаємин, котрі закладаються в суспільстві впродовж тривалого часу й так само довго і поступово виходять із вжитку. До «сильних і твердих» належать звичаї, які, як правило, насаджуються політиками і державними діячами, і які є не стільки звичаями, скільки політичними або ідеологічними кліше. Вони блискавично виникають і настільки ж блискавично зникають. У роки існування радянського суспільства звичай був оголошений пережитком, хоча в Радянському Союзі нав'язувалося чимало фальшивих звичаїв.

## Деякі приклади українських звичаїв
- Українські звичаї, присвячені святу Івана Купала: гадання по вінках; гадання на вогні; гадання по квітках; зустріч із сонцем тощо.[5]
- давній український звичай: обходити поля у другий день Зелених свят;

На побутовому рівні певною мірою збереглися звичаї вибирати кумів при хрещенні дитини; дарувати подарунки для немовляти, нареченим; влаштовувати поминання померлих родичів. Побутують звичаї дарувати молодятам непарну кількість квітів, не з пустими руками перший раз побачити немовля, вітальні формули під час календарних свят, зустрічі гостей. В культурі українців також з'являються нові форми звичаїв: відзначати події вступу до навчальних закладів і отримання дипломів, професійних відзнак, нагород тощо.

## Звичай як джерело права
Правова традиція та звичаєві норми є невід'ємними елементами етнонаціональної культури. Звичаєве право (звичаєве — це стосовне до звичаю) — сукупність звичаїв, які стали нормами права.

### На українських землях
На українських землях звичай відігравав значну роль упродовж усього дорадянського періоду. З найдавніших часів відомі договори Русі із Візантією (911, 944, 971 рр.), що ґрунтувалися на «законі руському» (неписаному звичаєвому праві Київської Русі), нормативно закріплювали стародавні звичаї у сфері цивільного права, а саме: майнові правовідносини між членами сім'ї, звичаї спадкування, торговельні звичаї тощо. Руська правда — визначна збірка права Київської Русі XI–XII ст., так само ґрунтувалася на звичаєвому праві. У часи панування на українських землях литовської та польської влади, у XVI — XV ст., давньоруське звичаєве право залишалося основним джерелом регулювання суспільних відносин. Козаки Запорозької Січі всі свої правовідносини ґрунтували виключно на звичаєвому праві, яке називали «козацьким правом» або «вольностями». Радянська правова доктрина заперечувала можливість застосування звичаєвого як джерела правового регулювання суспільних відносин, допускаючи його використання лише у міжнародному праві. Після набрання Україною незалежності, у процесі глибинного реформування всіх галузей права звичаєве право знову набуває все більшого значення у національній системі права.

### Звичай в Цивільному кодексі України
Сучасне законодавство України закріплює можливість застосування звичаю у різних галузях права (цивільному, господарському, сімейному тощо). Проте водночас існує певна невизначеність як у застосуванні термінології, так і у встановленні практичної можливості застосування саме звичаєвого права для регулювання тих чи інших суспільних відносин.
Правові звичаї, зокрема звичаї ділового обороту є джерелом цивільного права. Цивільний Кодекс України містить норми, присвячені правовому звичаю як джерелу цивільного права. «Звичаєм» Цивільний Кодекс визнає правило поведінки, яке не встановлене актами цивільного законодавства, але є усталеним у певній сфері цивільних відносин. Звичай є загальноприйнятим правилом поведінки, яке не виражене прямо ні в законі (нормативному акті), ні в договорі сторін, але не суперечить їм. Отже, звичаї діють у разі відсутності прямих приписів у нормативному акті або в договорі.
|                                                   | «1. Цивільні відносини можуть регулюватися звичаєм, зокрема звичаєм ділового обороту. Звичаєм є правило поведінки, яке не встановлене актами цивільного законодавства, але є усталеним у певній сфері цивільних відносин. Звичай може бути зафіксований у відповідному документі. 2. Звичай, що суперечить договору або актам цивільного законодавства, у цивільних відносинах не застосовується» |
| — «Стаття 7. Звичай» в Цивільному кодексі України | |

У відповідних нормах Цивільного Кодексу України загальне поняття звичаю проявляється в його різновидах (звичаї національних меншин, ст. 28; місцеві звичаї, ч. 1 ст. 333) і трансформується в юридичні формулювання, які регулюють спеціальні види відносин.
Характерні риси (ознаки) звичаю як джерела цивільного права: 1) звичай є загальновизнаним правилом поведінки, що склалося внаслідок неодноразового і тривалого однакового застосування; 2) не є обов'язковою фіксація звичаю в якихось документах, що прямо випливає зі змісту ст. 7 ЦК України.
Звичай повинен бути усталеним правилом поведінки, тобто досить визначеним за своїм змістом і широко застосовуваним у майновому обороті (наприклад, традиції виконання тих чи інших договірних зобов'язань; інші вимоги, які звичайно пред'являються). Ознака усталеності передбачає, що звичай, внаслідок його багаторазового застосування, сприймається у суспільстві або у його значної частини як правило поведінки, якого дотримуються без додаткової формалізації, зокрема в силу історичних, національних, суспільних традицій.
В Україні правовий звичай не займає рівноправне місце серед інших форм цивільного права. За українським правом звичаї за юридичною силою поступаються договорам та актам цивільного законодавства. Другорядну роль звичаю як джерела права України можна пояснити впливом позитивістських традицій та закріпленням в актах законодавства багатьох звичаїв, внаслідок чого сучасне вітчизняне цивільне право істотно обмежує значення правового звичаю.
Правовий звичай слід відрізняти від звичаєвості (узвичаєння) та прийнятого порядку.